# Stary Zamek w Grodnie
Stary Zamek – zamek królewski w Grodnie, miejsce sejmów walnych I Rzeczypospolitej. Miejsce śmierci królów Polski: Kazimierza Jagiellończyka i Stefana I Batorego, a także patrona Rzeczypospolitej św. Kazimierza.

## Historia

### Gród drewniano-ziemny
Pierwszy drewniany gród istniał tu w czasach panowania książąt ruskich, co po raz pierwszy wzmiankowano w 1128 roku. W obrębie wałów wzniesiono murowaną cerkiew (tzw. Dolna świątynia), którą datuje się na 2 połowę XII wieku. Przypuszczalnie to jej spalenie od pioruna zanotował latopis hipacki w 1183 roku. Najpóźniej w 1253 roku Grodno zostało opanowane przez Mendoga i tym samym przeszło we władanie Wielkiego Księstwa Litewskiego. W XIV wieku na dziedzińcu zbudowano z cegły gotyckiej kaplicę zamkową na planie kwadratu o boku 9 m (tzw. Górna świątynia). W 1277 roku wzmiankowano istnienie na terenie grodu murowanej wieży stołpu, będącej miejscem ostatecznej ochrony obrońców w razie oblężenia. Gród ten został zdobyty i zniszczony przez Krzyżaków w 1284. W 1296 gród był nieskutecznie oblegany przez wojska krzyżackie komturów Królewca i Bałgi. Kolejne najazdy Krzyżaków miały miejsce w 1305, 1306, 1311, 1314, 1328 roku. Po 1385 roku Jagiełło przekazał gród księciu Witoldowi. Po tym, gdy Witold w 1389 roku zdradził Jagiełłę i uciekł do Krzyżaków, w kwietniu 1390 roku gród został zdobyty przez wojska Jagiełły. W 1393 roku gród ponownie oblegali Krzyżacy i go zniszczyli. Gdy na mocy Ugody w Ostrowie Witold pogodził się z Jagiełłą, w 1393 roku gród ponownie objął Witold. Gród spłonął w 1398 roku. Po wybuchu w 1401 roku powstania antykrzyżackiego na Żmudzi, Krzyżacy w odwecie w 1402 roku zaatakowali Grodno, jednak gród wytrzymał oblężenie.

### Zamek gotycki
Około 1419 roku książę Witold Kiejstutowicz polecił wybudować na jego miejscu murowany zamek z pięcioma basztami i łączącymi je murami o grubości 3 metrów. Z tego założenia zachowały się do dzisiaj jedynie fragmenty. W tym okresie zbudowano także Zamek Dolny (w miejscu dzisiejszego Nowego Zamku).
W XV wieku na Zamku Dolnym powstał Dom Królewski (tzw. Domus Regia), który stał się główną rezydencją królewską. W 1445 roku wielki książę litewski Kazimierz IV Jagiellończyk przyjął w nim poselstwo koronne, oferujące mu koronę Królestwa Polskiego. Król zmarł na zamku w 1492 roku. Na zamku w Grodnie mieszkał i zmarł w 1483 roku także syn króla Kazimierza – święty Kazimierz. Zamek przedstawiony jest na rycinie Grodna autorstwa Adelhausera-Zündta z lat 1567-1568 – nad zamkiem umieszczony jest napis Arx Latericia (budynek z cegły). Opis zamku zachował się w inwentarzu z 1578 r., w którym odnotowano cztery murowane wieże.

### Zamek w czasach Stefana Batorego
Powrót do świetności zamku górnego nastąpił w czasach panowania króla Stefana Batorego, który w trakcie wojny z Moskwą w latach 1577-1582 o Inflanty uczynił z zamku swoją główną rezydencję. W dniach 16 –17 lutego 1579 roku odbyła się narada króla i senatorów, na której zgodzono się na plan Krzysztofa "Pioruna" Radziwiłła. Z inicjatywy Batorego na zamku w latach 1583-1586 prowadzono prace budowlane, w ramach których zamek został przebudowany w stylu manierystycznym przez architektów, którymi byli przypuszczalnie Józef Roiten i Antoni de Grepy del Ronco (Greppi, Degryp, Dekryp, de Greto), który do Grodna przybył w 1580 roku jako murator zamkowy. W 1584 w Gdańsku kupiono kamień na budowę, a w 1585 i 1586 roku spławiono do Grodna z Nowego Miasta Korczyna marmury pińczowskie i kamień z Myślenic, a także rury na wodociąg i rynny. Przypuszczalnie na zamku powstała też wtedy kaplica św. Stefana. Król Stefan Batory zmarł na zamku w Grodnie 12 grudnia w 1586 roku, jednak prace budowlane na zamku kontynuowano.

### Zamek w czasach Władysława IV Wazy
W latach 1620–1633 z zamku korzystał królewicz Władysław IV Waza i znajdowała się na nim ówcześnie wielka sala jadalna na 400 osób z malowidłami batalistycznymi i ogród włoski. Już jako król Władysław przebywał na zamku w czerwcu 1633 roku zajmując się wraz z m.in. podskarbim koronnym, marszałkiem nadwornym litewskim Krzysztofem Wiesiołowskim, podskarbim litewskim Pawłem Stefanem Sapiehą, kanclerzem Albrychtem Stanisławem Radziwiłłem i kasztelanem mińskim sprawami związanymi z trwającą wojną z Carstwem Moskiewskim. W styczniu 1639 roku w Grodnie odbyło się spotkanie króla Władysława IV i kanclerza wielkiego Piotra Gembickiego z elektorem brandenburskim Jerzym Wilhelmem. Jakieś prace wykonywano na zamku także w latach 1540-1541. Wygląd zamku z 1 połowy XVII wieku jest znany z inwentarza z 1650 roku.
W grudniu 1659 roku zamek został zniszczony przez wojska moskiewskie pod dowództwem Iwana Chowańskiego.

### Zamek w czasach Jana III Sobieskiego jako siedziba Sejmu
Na Sejmie pacyfikacyjnym w 1673 roku na wniosek posłów litewskich podjęto decyzję by w Grodnie odbywał się co trzeci sejm zwyczajny Rzeczypospolitej. W związku z tą decyzją pod nadzorem kanclerza wielkiego litewskiego i starosty grodzieńskiego Krzysztofa Zygmunta Paca w latach 1673-1678 przebudowano zamek i wzniesiono przy murze od strony Niemna specjalny piętrowy czworokątny budynek mieszczący Izbę Poselską i Izbę Senatorską. Przebudowę tę upamiętniła specjalna tablica wmurowana nad bramą zamkową. W trakcie Wielkiej wojny północnej (na ziemiach Rzeczypospolitej toczonej od 1701 roku) zamek został częściowo uszkodzony przez wojska szwedzkie Karola XII, o czym świadczy inwentarz sporządzony w 1708 r., w którym odnotowano zerwane okna, drzwi, dachówki i posadzki. Po wojnie Zamek nie powrócił już do swojej poprzedniej funkcji. Od 1718 r. król zatrzymywał się w pałacu Sapiehów przy Rynku, a w głębi parceli, na której stał budynek, wybudowane zostało drewniane skrzydło na Izbę Senatorską i Izbę Poselską. W 1729 roku mur od strony rzeki oraz czworoboczna wieżą osunęły się do Niemna, a dodatkowo w 1735 roku zamek zniszczył pożar. Stary Zamek został odbudowany za czasów Augusta III około 1740 roku przy okazji budowy nowego pałacu na sąsiednim wzgórzu, ale przeznaczony miał być już jedynie dla urzędników dworskich.

### Zamek w czasach Augusta III Sasa
W związku z tym, że stary zamek nie mógł w sposób dostateczny pełnić swoich funkcji, król August III Sas na potrzeby reprezentacyjne wybudował w latach 1737-1742 na sąsiednim wzgórzu barokowy pałac zwany Nowym Zamkiem, jednak Stary Zamek także przypuszczalnie został wyremontowany o czym świadczą rzuty elewacji z około 1740 roku w stylu saskiego baroku. Przebudowa ta miała jednak na celu jedynie umieszczenia na Starym Zamku niższych rangą oficjalistów i urzędników dworskich. W 1769 roku na Starym Zamku znajdowała się Izba Sądowa, Archiwum Grodzkie, Archiwum Ziemskie, Archiwum Komisji Skarbowej Wielkiego Księstwa Litewskiego, mieszkanie namiestnika skarbowego, Kasa Rzeczypospolitej, skarbiec, mieszkania m.in. burgrabiego i kasjera, kuchnia, spiżarnia oraz wozownia i trzy stajnie zbudowane na sposób pruski. Z dokumentu z około 1780-1783 roku wynika, że na Starym Zamku mieściła się m.in. kancelaria grodzka i ziemska, kasa, izba sądowa. W latach 1783–1784 pod kierunkiem architekta królewskiego Józefa Sacco przeprowadzono remont Starego Zamku w związku z przygotowaniami do Sejmu.
W 1796 roku na piętrze zamku mieściły się mieszkania sekretarza króla Poniatowskiego i poety Stanisława Trembeckiego, kasztelana czerskiego Walentego Sobolewskiego, szambelana Feliksa Strzembosza, garderobianych królewskich oraz lazaret. W tym też czasie naprawiono dach i dokonano niewielkich remontów we wnętrzu.

### Zamek jako koszary
Po 1845 roku stary zamek został przebudowany na koszary rosyjskiej armii. Wtedy też obniżono kryty dachówką dach na Pałacu Batorego, uproszczono jego elewacje oraz przekształceniu uległy wnętrza pałacu.

### Czasy współczesne
Po odzyskaniu przez Polskę Grodna w 1919 roku, stary zamek został przystosowany do pełnienia funkcji muzealnych – jego twórcą i kustoszem był Józef Jodkowski (1890–1950), miłośnik miasta, historyk i archeolog, autor wielu prac o Grodnie i ziemi grodzieńskiej. Powstały także niezrealizowane projekty przebudowy zamku. Po 1939 roku w czasie II wojny światowej większość zbiorów zgromadzonych na zamku uległo rozkradzeniu. Zachował się jednak m.in. oryginalny testament Tadeusza Kościuszki z 1817 roku, który prezentowany jest obecnie w muzeum
Około 1993 roku powstał plan przebudowy istniejących budynków zamkowych w stylistyce nawiązującej do wyglądu zamku z końca XVI wieku, czyli z czasów panowania Stefana Batorego. Projekt ten w 2017 roku został skierowany do realizacji. W 2018 roku w związku z rozpoczęciem odbudowy, nie zmierzającej jednak do odtworzenia historycznego wyglądu zamku, wyburzono część górną bramy oraz sklepienie nad korytarzem łączącym bramę i pałac Batorego. W marcu 2020 roku na bramie wjazdowej umieszczono blaszany hełm.

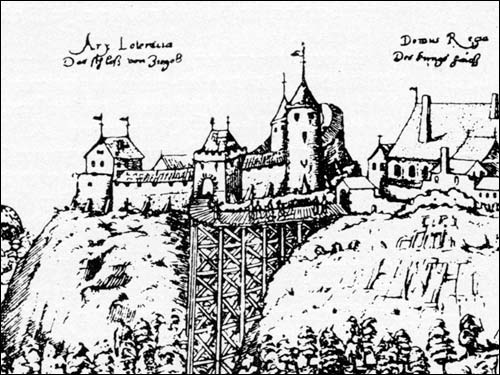
Fragment widoku Grodna - po lewej stronie Stary Zamek, po prawej gotycki Domus Regia z XV wieku na terenie obecnego Zamku Nowego
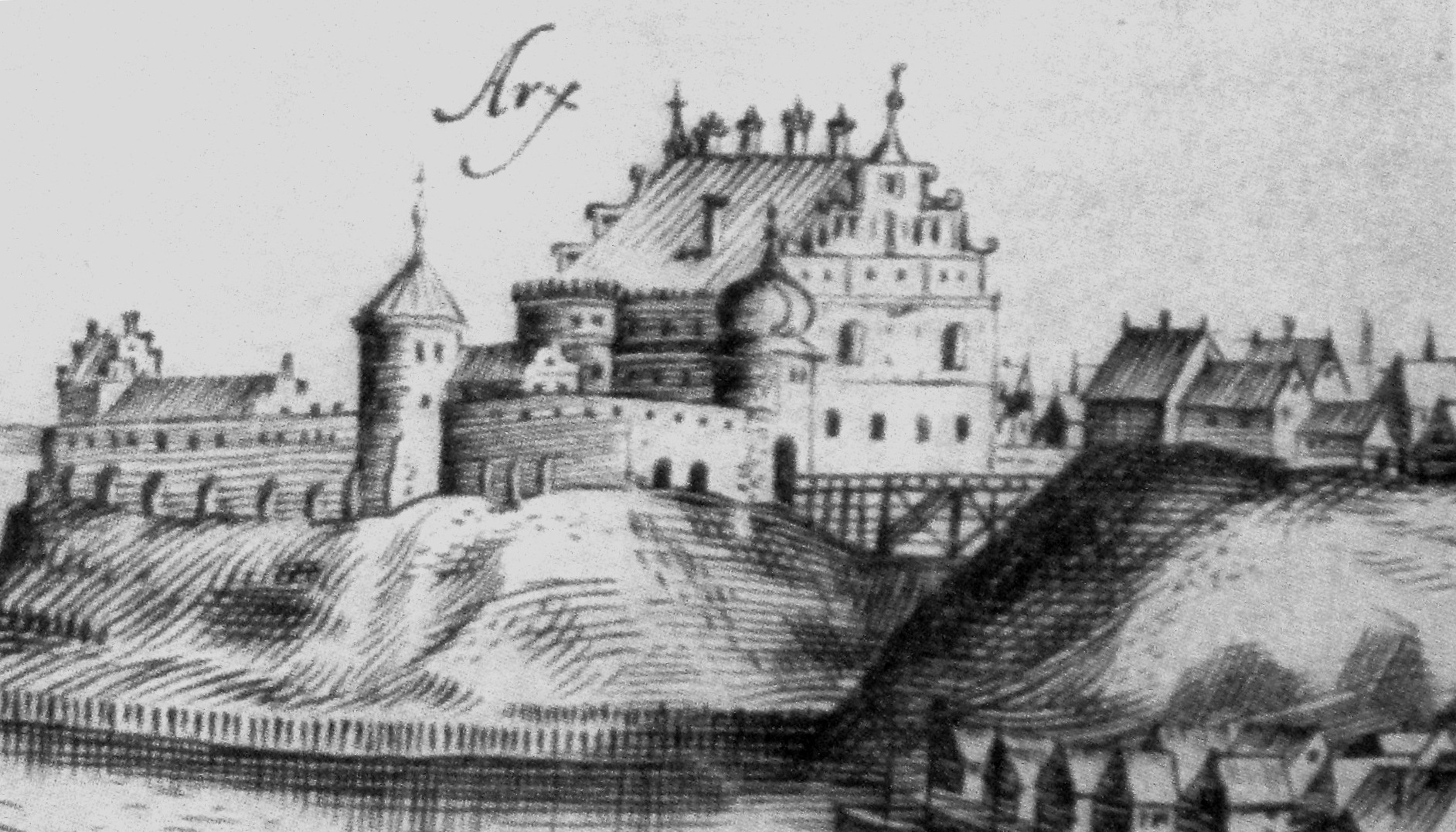
Zamek około 1600 roku na rycinie Makowskiego
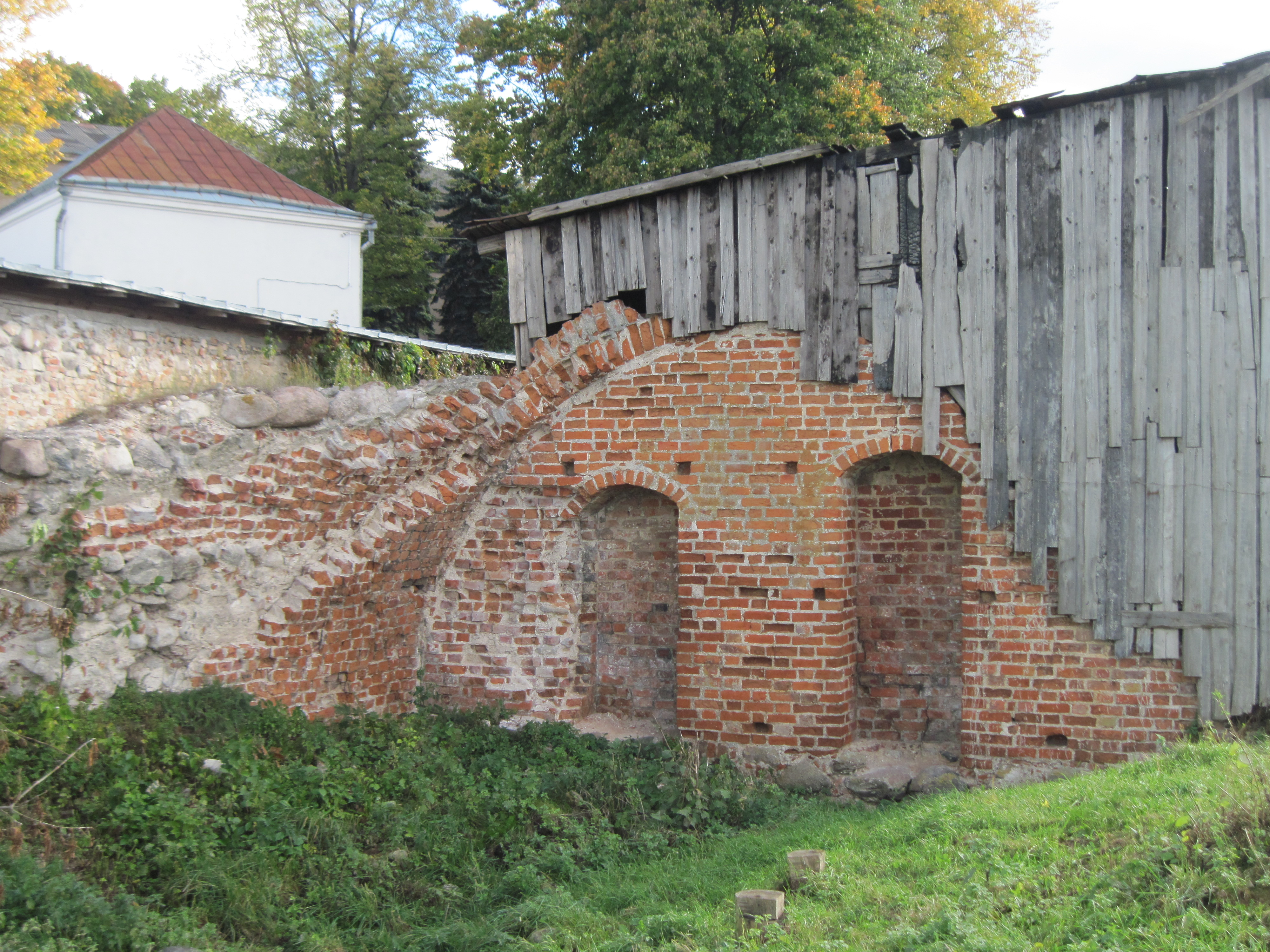
Pozostałości gotyckiej piwnicy
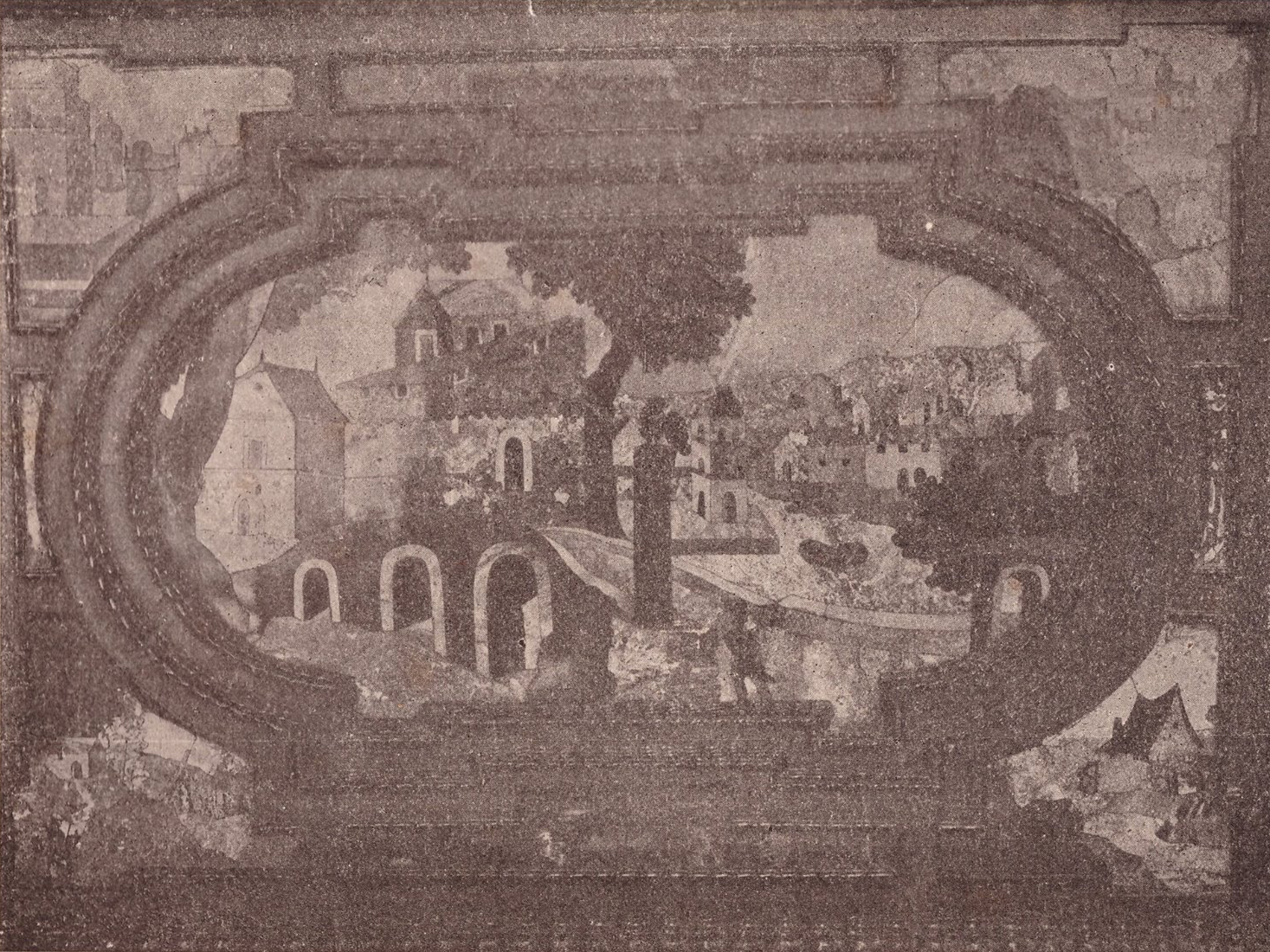
Stary Zamek w Grodnie na fresku z poł. XVII wieku
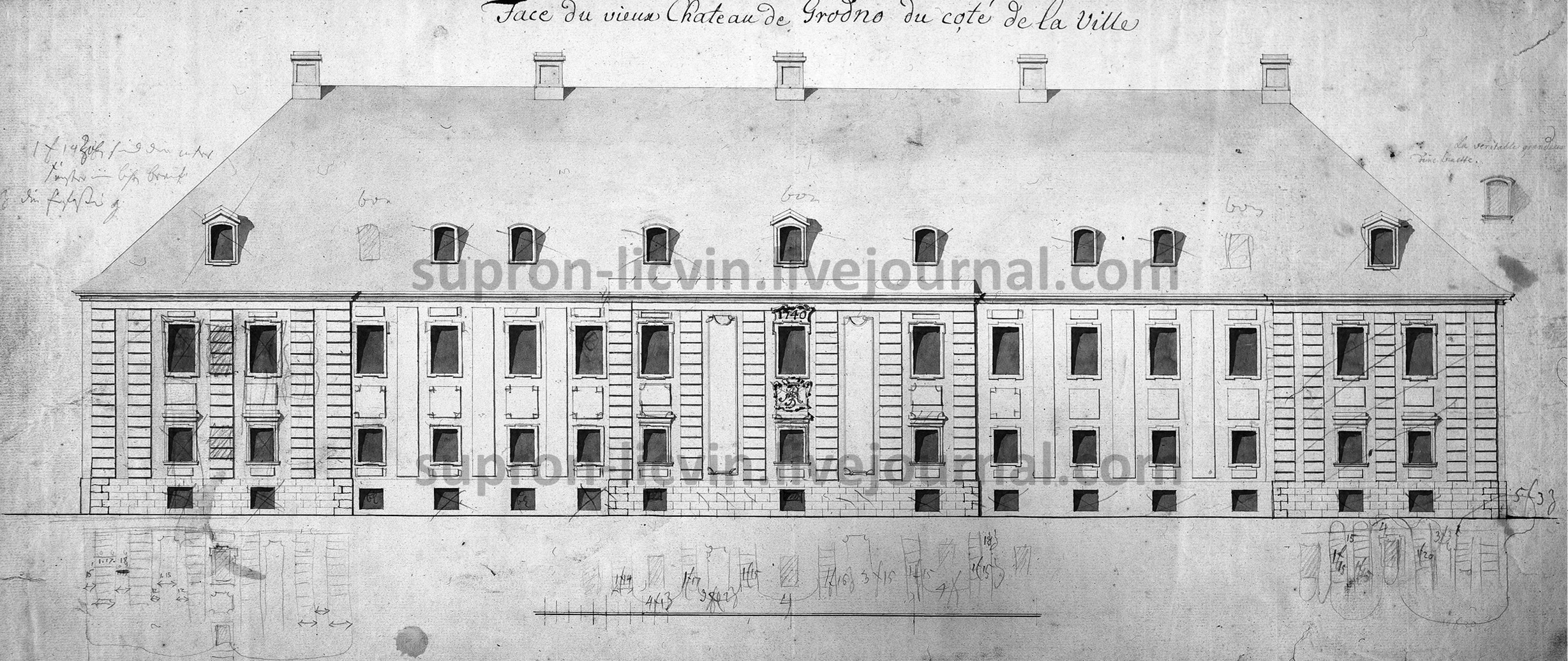
Elewacja Pałacu Batorego po barokowej przebudowie wg rysunku z ok. 1740
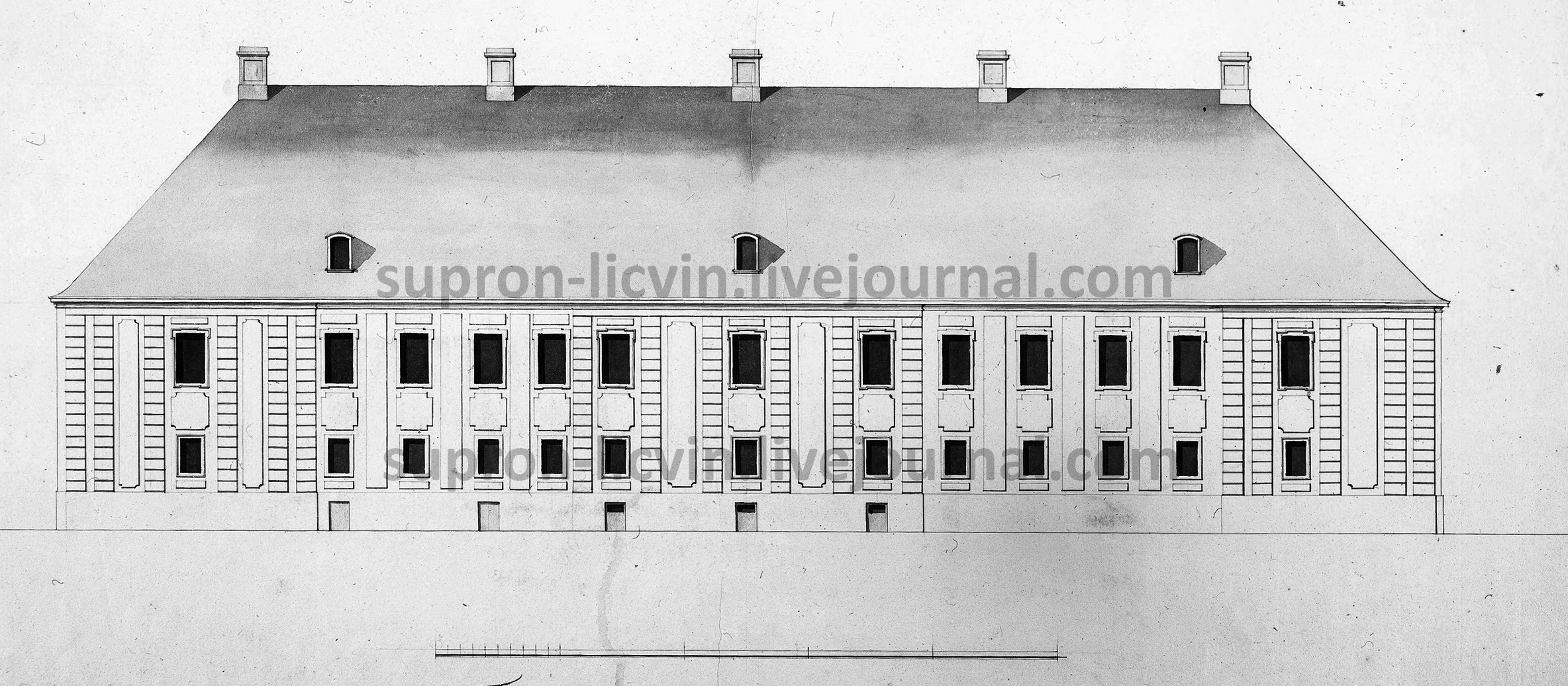
Elewacja Pałacu Batorego na Starym Zamku w Grodnie ok. 1740
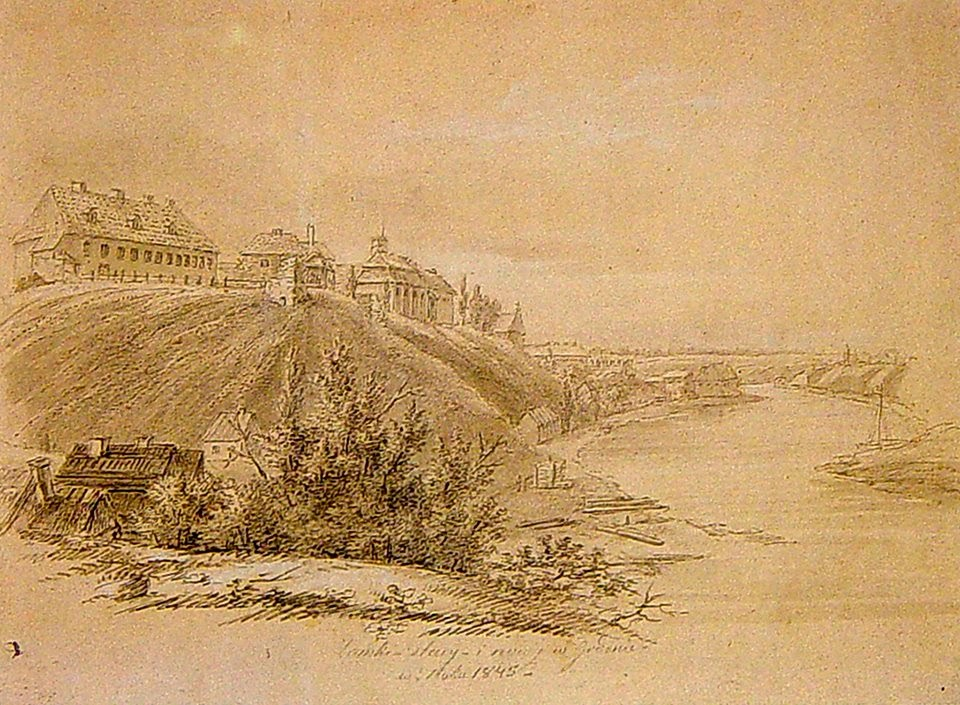
Stary Zamek w 1845 roku
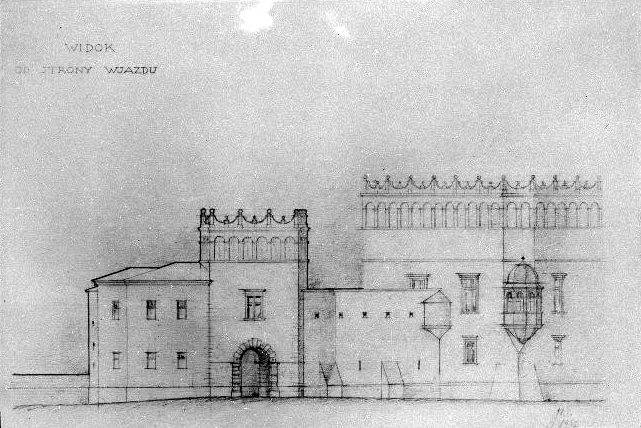
Projekt odbudowy zamku z lat 30. XX wieku
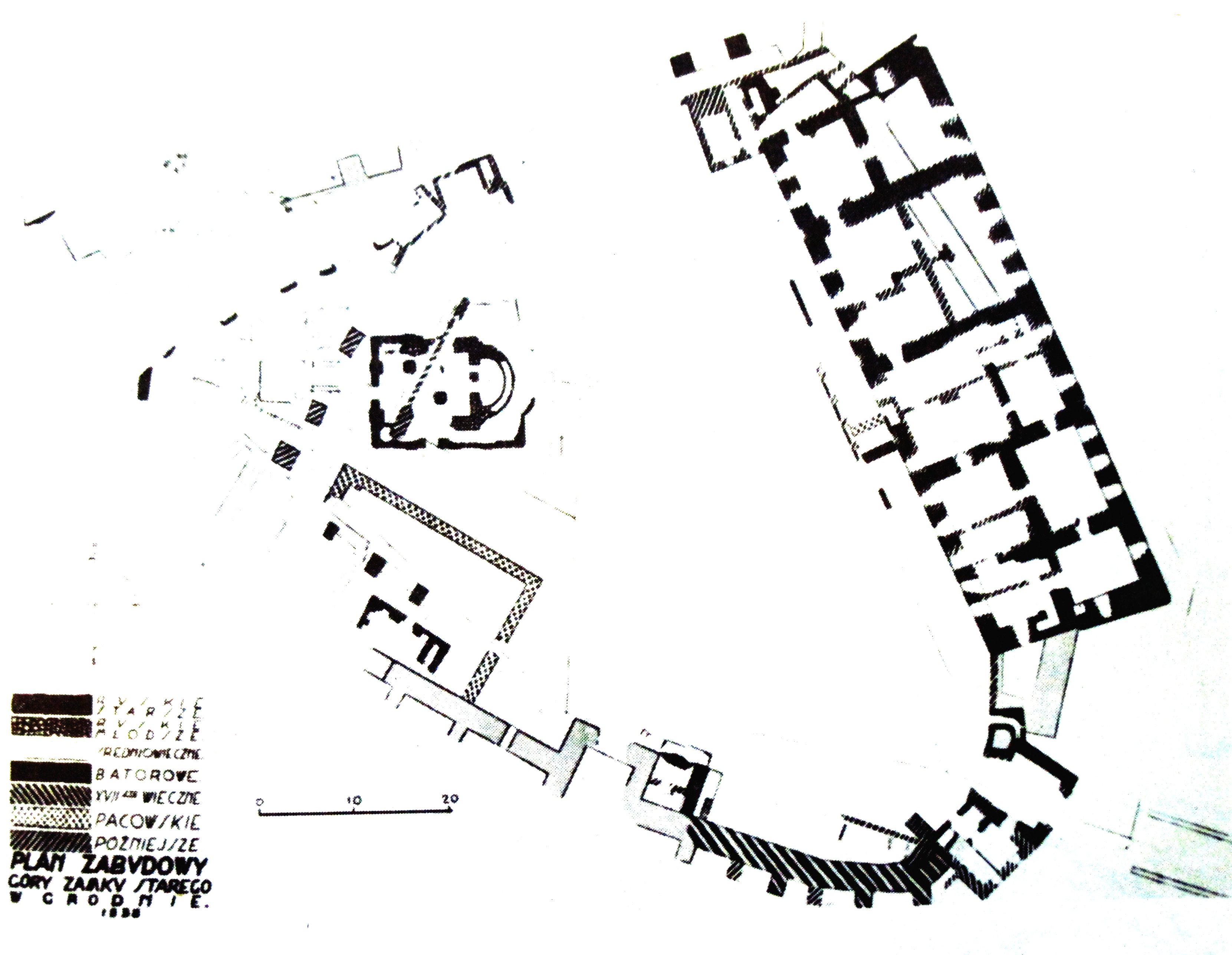
Plan zamku z 1938 roku
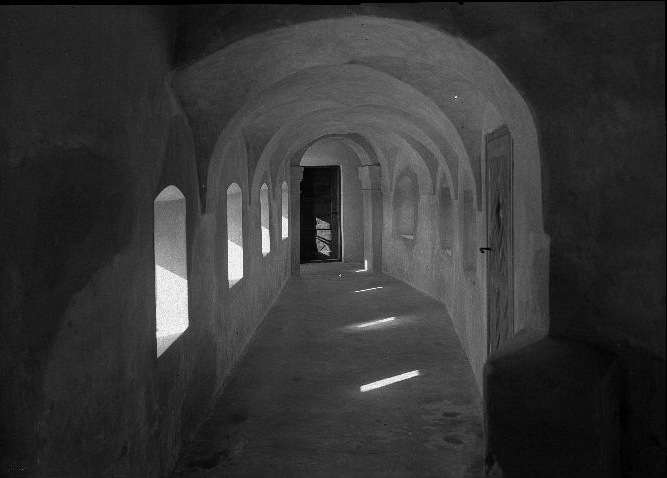
Korytarz barokowy - foto z 1932 r.